# Luna Jordan

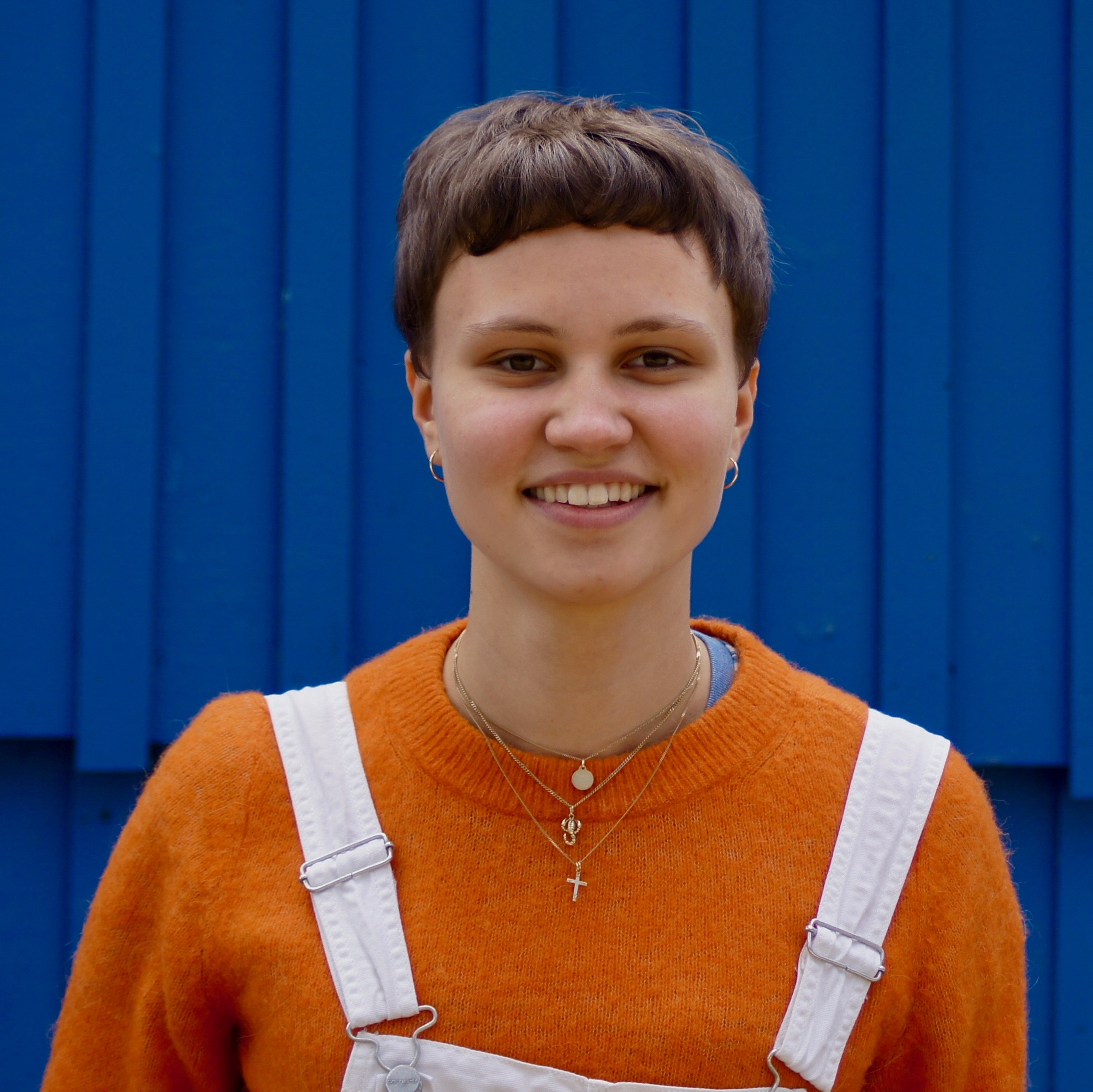
Luna Jordan (2019)

Luna Jordan (* 9. November 2001 in Berlin) ist eine deutsche Schauspielerin.

## Leben
Luna Jordan wurde 2001 in Berlin als Tochter der österreichischen Schauspielerin Bettina Ratschew geboren. Sie drehte bereits in jungen Jahren für verschiedene Film- und Fernsehproduktionen und spielte unter anderem 2013 im Kurzfilm Die Zwangsräumung an der Seite von Uwe Preuss. 2017 spielte sie die Sarah Pichler in der Folge Zwiespalt beim Bergdoktor im ZDF. Im ZDF-Krimi Kommissarin Lucas – Tote Erde (2018) verkörperte sie die Hauptfigur Marie Bacher.
Jordan trat 2019 dem Jugendensemble des Deutschen Theaters in Berlin bei, das Debütstück hieß Verirrten sich im Wald von Robert Lehniger. Im selben Jahr folgten Dreharbeiten für die Episodenhauptrolle der SOKO-Donau-Folge Graues Leben vom ZDF/ORF und die Hauptrolle der Samira Spahic in dem Kinofilm  Fuchs im Bau von Arman T. Riahi an der Seite von Sibel Kekilli, Maria Hofstätter, Andreas Lust und Aleksandar Petrović. 2020 war sie in den Kammerspielen des Deutschen Theaters in der Produktion Die Räuber zu sehen.
Unter anderem zählte Jordan 2020 als Steffi zum Hauptcast der Adventure-Serie Wild Republic von MagentaTV. In der achtteiligen Serie führten Markus Goller und Lennart Ruff Regie. Es folgten weitere Kino- und Fernsehproduktionen.
Der mehrfach ausgezeichnete Kurzfilm von Luna Jordan und Frida Lindenau, Furor, lief 2021 im Wettbewerb des Deutschen Jugendfilmpreises und auf der Diagonale. Jordan schrieb das Drehbuch, das im Magazin An.schläge als „Plädoyer für das Ausleben weiblicher Wut“ bezeichnet wurde.
Bei der Preisverleihung des Österreichischen Filmpreis 2022, bei der Jordan als beste Nebendarstellerin ausgezeichnet wurde, thematisierte sie in ihrer Dankesrede sexualisierte Gewalt und Machtmissbrauch im Theater- und Filmbetrieb. Sie erklärte: „Ich bin gerade einmal 20 Jahre alt, und ich bin vielfach Opfer sexuellen Missbrauchs an Filmsets und im Theater geworden“. Ihre Rede richtete sich einerseits konkret an einen bei der Preisverleihung anwesenden Filmemacher, dem sie Machtmissbrauch vorwarf, andererseits appellierte sie an andere Betroffene, „das Schweigen zu brechen“.
Jordan lebt in Berlin und Wien.

## Filmografie
- 2012: Dystonie
- 2013: Die Zwangsräumung (Kurzfilm)
- 2017: Der Bergdoktor (Zwiespalt)
- 2019: Kommissarin Lucas (Tote Erde)
- 2019: SOKO Donau/Wien (Graues Leben)
- 2020: Die Heiland – Wir sind Anwalt (Der Mann im Wald)
- 2020: Fuchs im Bau
- 2021: Wild Republic (MagentaTV-Serie, 8 Folgen)
- 2021: Polizeiruf 110: Frau Schrödingers Katze
- seit 2021: Jenseits der Spree (Fernsehserie)
- 2021: SOKO Hamburg (Fernsehserie, Folge: Bronze, Silber, Tod)
- 2023: Dead Girls Dancing
- 2023: Schlafende Hunde (Netflix-Serie, 6 Folgen)
- 2023: Nach uns der Rest der Welt, Regie: Franziska Buch
- 2024: Unschuldig – Der Fall Julia B. (Fernsehserie, 4 Folgen)
- 2024: Am Abgrund
- 2024: Unsichtbarer Angreifer
- 2024: Sterben für Beginner (Fernsehfilm)
- 2025: Euphorie (Fernsehserie)

Als Filmemacherin/Drehbuchautorin:
- 2021: Furor[4][5]

## Auszeichnungen
- 2021: Nominierung Max Ophüls Preis, Kategorie: „Beste Nachwuchsschauspielerin“[8]
- 2021: Nominierung Romy, Kategorie: „Beliebtester Nachwuchs weiblich“[9]
- 2022: Österreichischer Filmpreis, Kategorie: „Beste weibliche Nebenrolle“ (für ihre Rolle in Fuchs im Bau)[10]
- 2023: Nominierung Braunschweiger Filmpreis, Kategorie: „Beste:r deutschsprachige:r Nachwuchsschauspieler:in“ (für ihre Rolle in Dead Girls Dancing)[11]
- 2023: Nominierung Förderpreis Neues Deutsches Kino, Kategorie: „Beste schauspielerische Leistung“ (für ihre Rolle in Dead Girls Dancing)[12]